# Friedrich Christiansen
Pour les articles homonymes, voir Christiansen.

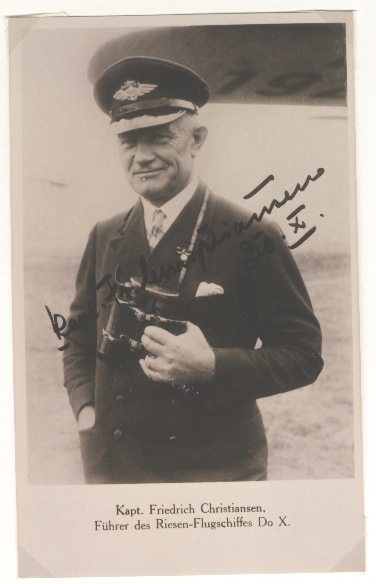
Kpt. Friedrich Christiansen

Friedrich Christiansen (né le 12 décembre 1879 à Wyk auf Föhr et mort le 3 décembre 1972 à Aukrug) est un militaire allemand. Il fut General der Flieger au sein de la Luftwaffe dans la Wehrmacht pendant la Seconde Guerre mondiale.

## Biographie
Issu d'une vieille famille de marins, Christiansen devient d'abord devenu capitaine de navire marchand. Comme son frère cadet Carl Christiansen (de), il est titulaire d'un brevet de capitaine au long cours. Il navigue notamment sur le Preussen en tant que second. Le 1er octobre 1901, il s'engage dans la marine impériale, dont il est libéré comme réserviste le 30 septembre 1902, après un an de service. Le 27 mars 1914, il passe l'examen de pilote à l'école de pilotage hanséatique de Karl Caspar (de) et travaille ensuite comme instructeur de vol. Il fait donc partie de ce que l'on appelle les anciens aigles (de), c'est-à-dire les pilotes d'avion qui ont déjà obtenu leur brevet de pilote avant la Première Guerre mondiale.
Pilote au sein de l'aéronavale au cours de la Première Guerre mondiale, il est crédité de 13 victoires aériennes.
Friedrich Christiansen est ensuite commandant de bord du Dornier Do X, lors du vol promotionnel de cet hydravion autour du monde en 1930.
À la suite du conflit de la Seconde Guerre mondiale, Christiansen est condamné à 12 ans d'emprisonnement en 1948 à Arnhem pour crimes de guerre, mais il est libéré en décembre 1951.

## Promotions
- Bootsmaat der Reserve : 30 septembre 1902
- Vizesteuermann der Reserve : 21 mars 1915
- Leutnant der Reserve der Matrosen-Artillerie : 18 février 1916
- Oberleutnant der Reserve der Matrosen-Artillerie : 25 juin 1917
- Kapitänleutnant der Reserve der Matrosen-Artillerie : 27 septembre 1918
- Ministerialrat : 3 mars 1933
- Kapitän zur See : 1er janvier 1934
- Oberst : 3 janvier 1934
- Generalmajor : 1er décembre 1935
- Generalleutnant : 1er août 1937
- General der Flieger : 1er janvier 1939

## Décorations
- Médaille de sauvetage prussienne sur ruban[1]
- Croix de fer (1914)[1]
  - 2e Classe
  - 1re Classe
- Croix de Chevalier de l'Ordre royal des Hohenzollern avec des épées[1]
- Pour le Mérite[1] le 11 décembre 1917
- Croix hanséatique[1] de Hambourg
- Insigne d'or Parti du NSDAP[2] le 30 janvier 1939
- Médaille de service de la Wehrmacht 4e à 1re Classe
- Croix du mérite de guerre 1re Classe
- Croix allemande[3] en Argent